# 背孔蛇鰻
背孔蛇鰻，為輻鰭魚綱鰻鱺目糯鰻亞目蛇鰻科的其中一種，分布於中東太平洋區，從哥斯大黎加至哥倫比亞海域，棲息深度100-224公尺，體長可達27公分，棲息在底層水域，屬肉食性，生活習性不明。

## 擴展閱讀
維基物種上的相關：背孔蛇鰻